# 铺首

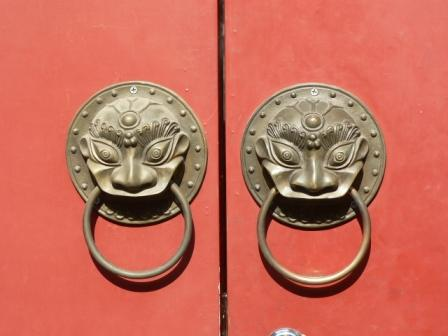
铺首衔环

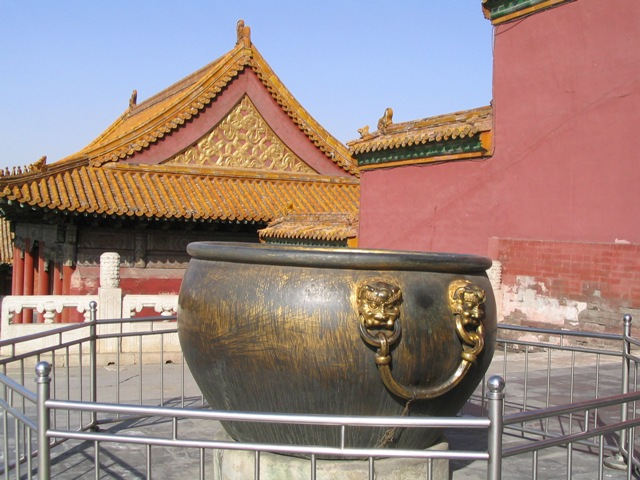
故宫大缸上的铺首

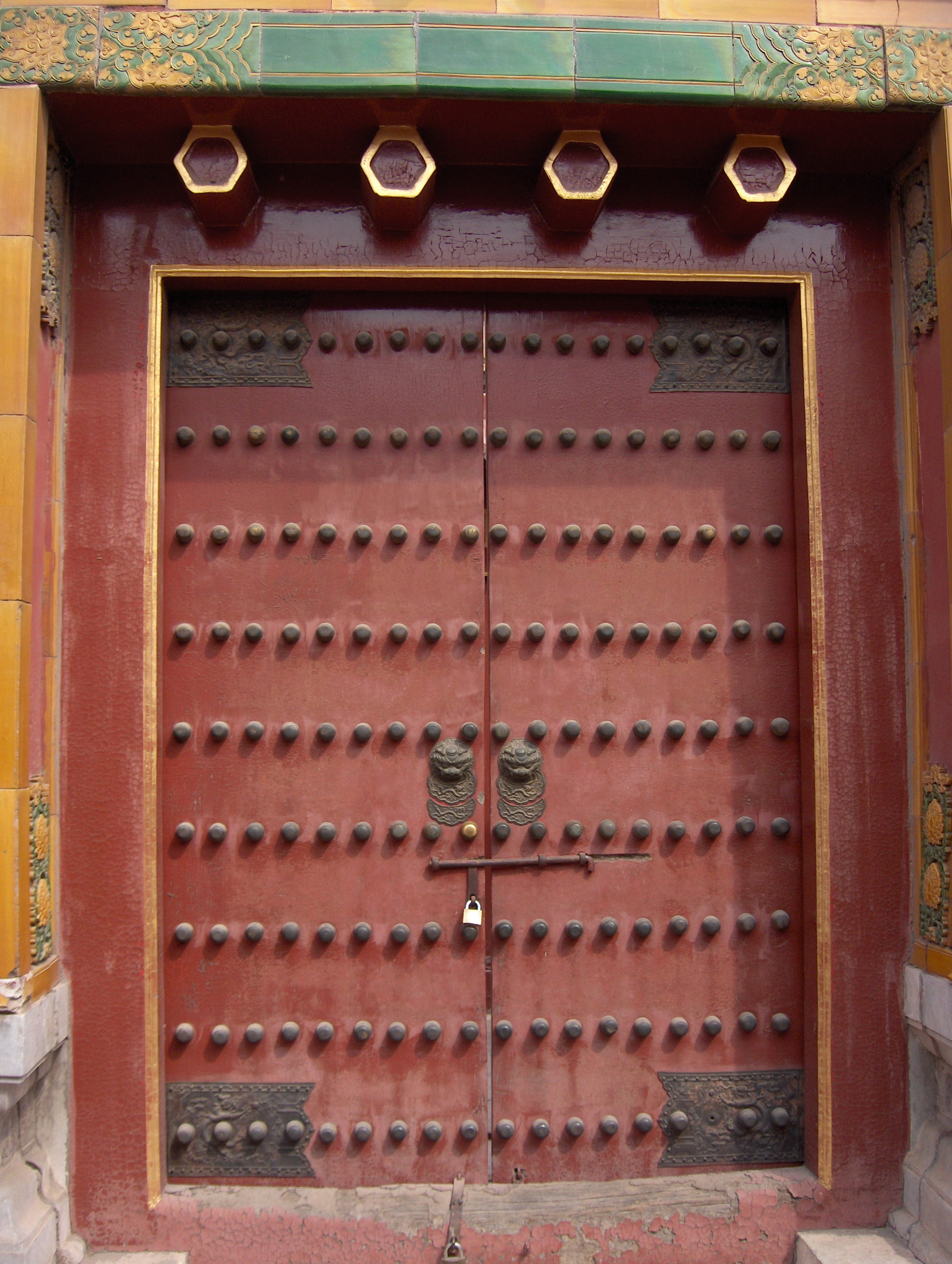
故宫大门上无实际门环的铺首

铺首俗稱怪獸銜環，是一种兽面纹样，多为椒图、狴犴、饕餮、狮、虎、螭龙等凶猛兽类，镶嵌在大门上作为门环的底座，也可不衔环而仅作装饰用，也可用于青铜器、陶器等器物上安装提手。
中国古代文献中对铺首的记载基本上为门上所用，例如《说文解字》上说：“铺首，附着门上用以衔环者。”又如《汉书》“哀帝纪”记载“孝元庙殿门铜龟蛇铺首鸣”，对此唐代颜帅古注释说：“门之铺首，所以衔环者也。”古书对除门以外其它器物上的类似饰物并无确切记载，其当时的名称不详，但现在也一般将其称为铺首。

## 历史
关于铺首的起源，中国古人有不同的说法。东汉应劭的《风俗通》声称，铺首为春秋时期的鲁班仿照蠡（一种螺蛳）的形象而发明的。但实际上在商周时期的陶器和青铜器上就有铺首衔环了。《后汉书》记载，商朝人以螺蛳头挂在门上，以期门户如螺蛳壳般紧闭，远离凶险。明朝人杨慎据此认为，椒图形状像螺蛳，就是起源于商朝以螺蛳挂门的传统。
根据考古发现，殷墟青铜器第三期偏早和第二期晚段器物中就已经出现了铺首衔环，而无环的单纯铺首则可追溯到更早的二里头文化。 有现代学者认为，铺首起源于商周时期青铜器上的饕餮纹。
汉代时期，已非常盛行将铺首装于门户上， 其铺首的形制有多种，例如西汉孝元庙铺首为龟蛇，乃是四象中的北方玄武造型，而汉代也有以朱雀、双凤、羊头、虎、狮作铺首，兽目怒睁，露齿衔环，显得十分威严。 汉代以后，铺首形式变化不大，延续至今。 后常以龙生九子中的椒图作为铺首。
明清皇宫有些大门上的铺首，只是形若衔环，并无实际的门环，因此只具有装饰功能。而民间则常以门钹代替兽面铺首作为门环底座，采用圆形、六边形、八角形等几何形状，中部隆起，因形似钹而得名。
当前最大的铺首位于南阳的医圣祠，该青铜铺首为虎口衔环，重达300公斤。